# Gouania willdenowi
Gouania willdenowi е вид лъчеперка от семейство Gobiesocidae. Видът не е застрашен от изчезване.

## Разпространение и местообитание
Разпространен е в Албания, Босна и Херцеговина, Гърция (Егейски острови), Израел, Испания, Италия (Сицилия), Кипър, Ливан, Монако, Сирия, Словения, Турция, Франция (Корсика), Хърватия и Черна гора.
Обитава крайбрежията на морета.

## Описание
На дължина достигат до 5 cm.